# Castell de Berà
El Castell de Berà és un edifici de Roda de Berà (Tarragonès) declarada Bé Cultural d'Interès Nacional.

## Descripció
Desaparegut, probablement estigués emplaçat a l'indret on actualment hi ha el santuari de la Mare de Déu de Berà. Al costat del santuari hi un complex residencial amb una torre emmerletada que evoca una construcció defensiva.

## Història
El complex residencia actual és el resultat de la modificació a mitjans del segle XX de l'antiga masia de Berà, bastida probablement entre els segles XVI-XVIII. Fou comprada els anys 60 del segle passat pel Banc d'Espanya per habilitar-hi una residència d'estiu pels seus empleats. Aquesta residència fou anomenada "Hostal dels Reis d'Aragó", amb la indicació "Castillo de Barà". El mas reaprofita elements arquitectònics de l'antic mas fortificat, mentre que la torre fou reformada durant els anys 60 o 70 del segle passat, essent desmuntada i tornada a muntar novament, però no sabem si seguint el traçat de l'antiga.